# Кумбія
Кумбія (ісп. Cumbia) — колумбійський музичний стиль і танець.

## Історія
Свій розвиток цей вид сальси отримав на північному узбережжі Колумбії. Часто званий «Вуличний стиль», «Кумбія» — це більше тропічна музика, ніж сальса. Музика «Кумбія», як і сальса складається з 8-ми частин.
Вважається[ким?], що школи і професійних викладачів кумбії не існує.